# Rouko-Foulbé
Ne doit pas être confondu avec Rouko.
Rouko-Foulbé est une localité située dans le département de Rouko de la province du Bam dans la région Centre-Nord. En 2006, cette localité comptait 162 habitants dont 54% de femmes.

## Éducation et santé
Le centre de soins le plus proche de Rouko-Foulbé est le centre de santé et de promotion sociale (CSPS) de Rouko tandis que le centre médical avec antenne chirurgicale (CMA) de la province se trouve à Kongoussi.